# Chekneh
Chekneh (in persiano چکنه‎) o anche Chakaneh, è una città dello shahrestān di Nishapur, circoscrizione di Sarvelayat, nella provincia del Razavi Khorasan in Iran. Si trova a nord di Nishapur e a sud di Quchan. Il clan dei Chakanelu, curdi del Khorasan, vive qui e nella vicina Sarvelayat.

Nell'agosto del 2005 la città è stata oggetto di un forte terremoto.